# Pablo Records
La Pablo Records è un'etichetta discografica statunitense fondata da Norman Granz nel 1973.

## Storia
Il suo nome deriva dal noto pittore Pablo Picasso, i cui dipinti Granz aveva collezionato. 
Gli artisti pubblicati dalla Pablo Records furono principalmente Ella Fitzgerald, Oscar Peterson e Joe Pass. Successivamente ci furono registrazioni di Count Basie, John Coltrane, Dizzy Gillespie e Sarah Vaughan. Il suo catalogo include i nomi di stelle mondiali del jazz e del blues.
Nel 1987 l'etichetta fu acquistata dalla Fantasy Records ed ora la Pablo Records è un marchio di proprietà del consorzio privato Concord Music Group.